# 권용한
권용한(1936년 9월 20일 ~ )은 대한민국의 정치인이다. 제43대 영양군수를 역임했다.

## 역대 선거 결과
|  | 41.54% |

|  | 45.85% |

|  | 28.51% |